# Fireball (singel Deep Purple)
Fireball – tytułowy utwór, otwierający album Fireball brytyjskiego zespołu hardrockowego Deep Purple. Był to drugi po „Strange Kind of Woman”, wydany w 1971 roku singiel zespołu.

## Wydania singla
Na stronie B singla w wydaniu brytyjskim znajduje się utwór „Demon’s Eye” (3 na płycie), natomiast na wydaniu amerykańskim utwór „Anyone’s Daughter” (4 na płycie).

## Wykonawcy
- Ian Gillan – śpiew
- Ritchie Blackmore – gitara
- Roger Glover – gitara basowa
- Jon Lord – instrumenty klawiszowe
- Ian Paice – perkusja